# Edward Joseph Gilbert
Edward Joseph Gilbert CSsR (* 26. Dezember 1936 in Brooklyn) ist ein US-amerikanischer Geistlicher und Alterzbischof von Port of Spain.

## Leben
Edward Joseph Gilbert trat der Ordensgemeinschaft der Redemptoristen bei und empfing am 21. Juni 1964 die Priesterweihe.
Papst Johannes Paul II. ernannte ihn am 1. Juli 1994 zum Bischof von Roseau. Die Bischofsweihe spendete ihm der Erzbischof von Castries, Kelvin Felix, am 7. September desselben Jahres; Mitkonsekratoren waren Ronald Gerard Connors CSsR, Bischof von San Juan de la Maguana, und Eustaquio Pastor Cuquejo Verga CSsR, Militärbischof von Paraguay.
Am 21. März 2001 wurde er zum Erzbischof von Port of Spain ernannt und am 5. Mai desselben Jahres in das Amt eingeführt. Bald nach seiner Amtseinführung berief Erzbischof Gilbert eine Diözesansynode ein. Am 26. Dezember 2011 nahm Papst Benedikt XVI. seinen altersbedingten Rücktritt an.